# Etiopsko višavje
Etiopsko višavje (imenovano tudi Abesinsko višavje) je razgibana gmota gora v Etiopiji v severovzhodni Afriki. Tvori največje neprekinjeno območje svoje višine na celini, pri čemer le malo njegovega površja pade pod 1500 m, medtem ko vrhovi dosegajo višine do 4550 m. Včasih ga imenujejo 'streha Afrike' zaradi višine in velike površine. Je edina država v regiji s tako visokim površjem. To dvignjeno površje diagonalno razpolavlja Veliki tektonski jarek, ki se razteza od Sirije do Mozambika čez vzhodnoafriška jezera. Večina Etiopskega višavja je del osrednje in severne Etiopije, njegov najsevernejši del pa sega v Eritrejo.

## Zgodovina
V južnih predelih Etiopskega višavja je nekoč ležalo kraljestvo Kaffa, srednjeveška in zgodnjenovoveška država, od koder so kavo izvažali na Arabski polotok. Dežela nekdanjega kraljestva je gorata z gozdovi. Zemlja je zelo rodovitna, sposobna tri žetve na leto. Izraz kava izhaja iz arabsko قهوة, latinizirano: qahwah) in izvira iz Kaffe.

## Fizična geografija
Višavje je razdeljeno na severozahodni in jugovzhodni del z glavnim etiopskim tektonskim jarkom, ki vsebuje številna slana jezera. Severozahodni del, znan kot Abesinski masiv, vključuje Simiensko gorovje, katerega del je bil imenovan za narodni park Simien. Njegov vrh, Ras Dašen (4550 m), je najvišji vrh Etiopije. Jezero Tana, izvir Modrega Nila, prav tako leži v severozahodnem delu Etiopskega višavja.
Jugovzhodni del je znan kot masiv Harar. Na zahodu ga omejuje prelomna črta tektonskega jarka, na vzhodu nižavje Ogaden in na jugu nižavje Elkerie in Borena. Njegovi najvišji vrhovi so v coni Bale v etiopski regiji Oromia. Pogorje Bale, imenovano tudi za narodni park Bale, je skoraj tako visoko kot Simiensko gorovje. Je glavni vir Wabishebelle in Genalle (Džuba). Pogorje vključuje vrhove nad 4000 m. Med prvimi sta gora Tullu Demtu (4337 m), ki je druga najvišja večja samostojna gora v Etiopiji, in gora Batu (4307 m).
Večina večjih mest v državi je na nadmorski višini okoli 2000–2500 m, vključno z Adis Abebo, glavnim in največjim mestom Etiopije, ter zgodovinskimi prestolnicami, kot sta Gondar in Aksum.

## Geologija
Etiopsko višavje se je začelo dvigovati pred 75 milijoni let, ko je magma iz zemeljinega plašča dvignila široko kupolo starodavnih kamnin arabsko-nubijskega ščita. Odprtje Velikega tektonskega jarka je razdelilo kupolo Etiopskega višavja na tri dele; gore južnega Arabskega polotoka so geološko del starodavnega Etiopskega višavja, ločenega s prelomom, ki je ustvaril Rdeče morje in Adenski zaliv ter ločil Afriko od Arabije.
Pred približno 30 milijoni let se je začela oblikovati poplavna bazaltna planota, ki je nalagala plasti na plasti voluminoznih tokov bazaltne lave, ki so se napajale iz razpok. Večina tokov je bila toleitskih, razen tanke plasti alkalnih bazaltov in manjših količin felzičnih (z visoko vsebnostjo kremena) vulkanskih kamnin, kot je riolit. V pojemajočih fazah epizode poplavnega bazalta so se pojavili tudi veliki eksplozivni izbruhi, ki so tvorili kaldere.
Etiopsko višavje je sčasoma prepolovil Velik tektonski jarek, ko se je afriška celinska skorja razmaknila. Ta jarek je povzročila velike alkalne bazaltne ščitaste vulkane, ki so se začeli pred približno 30–31 milijoni let.
Severno Etiopsko višavje vsebuje štiri vidne ravninske površine, najstarejša pa je nastala najkasneje v ordovicijskem obdobju. Najmlajše površje je nastalo v kenozoiku, delno pa ga pokrivajo Etiopsko-Jemenski kontinentalni poplavni bazalti.ref name=Coltortietal2007>Coltorti, M.; Dramis, F.; Ollier, C.D. (2007). »Planation surfaces in Northern Ethiopia«. Geomorphology. 89 (3–4): 287–296. Bibcode:2007Geomo..89..287C. doi:10.1016/j.geomorph.2006.12.007.</ref>

## Podnebje
Prostorsko porazdelitev temperature v Etiopiji določata predvsem nadmorska višina in širina. Nadmorska višina je glavni dejavnik, ki določa prostorsko porazdelitev temperature v Etiopiji. Etiopija leži v tropih, v območju največje osončenosti, kjer ima vsak kraj dvakrat na leto sonce. Vendar so precejšnji deli Etiopije visokogorska območja, njihova nadmorska višina pa jim daje netropske temperature. Tropsko podnebje Etiopije se pojavlja v nižinah na obrobju države. V Etiopskem višavju prevladuje alpsko podnebje.
Ker visokogorje dviguje Etiopijo, ki je blizu ekvatorja, je to povzročilo, da ima ta država nepričakovano zmerno podnebje. Poleg tega te gore zajamejo padavine monsunskih vetrov Indijskega oceana, kar ima za posledico deževno sezono, ki traja od junija do sredine septembra. To močno deževje povzroči, da Nil poleti poplavi, pojav, ki je zmedel Stare Grke, saj je poletje najbolj suha sezona v sredozemskem podnebju, kar so jih poznali.

## Ekologija
Etiopsko višavje ima podobno rastje in živalstvo kot druge gorske regije Afrike; ta značilna flora in favna je znana kot afromontanska, vendar je bila regija od časa zadnje ledene dobe poseljena z nekaterimi evrazijskimi (palearktičnimi) rastlinami. Habitati so nekoliko drugačni na obeh straneh Velikega tektonskega jarka, ki deli visokogorje.
V nižjih legah je višavje obdano s tropskimi savanami in travniki, vključno s sahelsko akacijevo savano na severozahodu in vzhodnosudansko savano na zahodu.
Samo visokogorje je razdeljeno na tri različne ekoregije, ki se razlikujejo po nadmorski višini. Etiopski gorski gozdovi ležijo med 1100 in 1800 metri nadmorske višine, nad nižinskimi travniki in savanami ter segajo do območij podobnega habitata v Eritreji, Sudanu in Džibutiju. Ta gozdni pas ima več naravnih rastlinskih združb, vendar je bil večinoma močno poraščen in zdaj spremenjen v kmetijsko rabo. Kolla je odprt gozd, ki ga najdemo na nižjih nadmorskih višinah in v katerem prevladujejo vrste Terminalia, Commiphora (mira), Boswellia in akacija. Vejna dega je gozd v bolj vlažnih in višjih legah, kjer prevladujejo iglavci Afrocarpus gracilior in Juniperus procera. Spodnji del gozda Harenna je izrazita gozdna združba z odprto krošnjo Warburgia ugandensis, Croton macrostachyus, Syzygium guineense in Afrocarpus gracilior, z divjo kavo (Arabski kavovec - Coffea arabica) kot prevladujočim podrastnim grmom. Jugozahodni vetrovi prinašajo padavine od maja do oktobra, vlaga iz Rdečega morja pa vse leto prihaja z vzhoda. Živalstvo na teh vzpetinah vključuje endemične Harwoodov francolin (Pternistis harwoodi), turaco princa Ruspolija (Tauraco ruspolii) in rumenovrati semenedec (Serinus flavigula).
Etiopska gorska travišča in gozdovi so največja med visokogorskimi ekoregijami, ki zavzemajo območje med 1800 in 3000 metri nadmorske višine. Naravna vegetacija je bila sklenjen gozd v vlažnih območjih ter travinje, grmičevje in goščava na bolj suhih območjih. Vendar imajo ta pobočja dobro rodovitno prst in so močno poseljena, večinoma s kmetijskimi skupnostmi, zato je bila večina regije spremenjena v polja z nekaj preostalimi območji naravne vegetacije. Urbana območja v tej ekoregiji so: glavno mesto Etiopije in četrto največje mesto v Afriki Adis Abeba, glavno mesto regije Amhara Bahir Dar z otoškimi samostani ob jezeru Tana, staro obzidano mesto Harar, zdraviliško mesto Ambo, Asella v coni Arsi, pohodniško središče Dodola, ob jezeru Bishoftu, največje mesto na jugozahodu Džimma, tržnica Nekemte in glavno mesto regije Tigraj, Mek'ele. Narodni park Avaš je kraj za opazovanje ptic.
Preostali gozdovi na bolj suhih območjih vsebujejo veliko endemične flore in so sestavljeni predvsem iz iglavcev Afrocarpus falcatus in Juniperus procera, pogosto s širokolistno Hagenio abyssinico. V gozdu Harena so žepi vlažnega gozda s sklenjenimi krošnjami z Aningerio in Olea pokriti z lianami in epifiti, medtem ko je nad 2400 metri območje z grmičevjem dom Hagenia, Astropanax in velikanskih lobelij (Lobelia gibberroa), vrst, ki lahko najdemo v vzhodnoafriških gorah južneje. V zimzelenem listnatem gozdu Simienskega gorovja, med 2300 in 2700 metri nadmorske višine, prevladujejo Syzygium guineense, Arundinarial, Juniperus procera in Olea africana.
Ker so nižja pobočja gora tako gosto poseljena, so tudi na višinskih barjih prizadeti človeški posegi, kot je paša živine in celo poljedelstvo. Obstajata dve zavarovani območji visokega barja: narodni park Bale v južnem visokogorju, dostopen iz Dinšo; in narodni park Simien, dostopen iz Gondarja, ki vključuje Ras Dašen. Vendar tudi ti parki izgubljajo življenjski prostor zaradi paše živine, medtem ko so nižje ležeči parki (Zavetišče za divje živali Harar, Narodni park Avaš, Narodni park Omo in Narodni park Nečisar) še manj varni.
Nad 3000 metri nadmorske višine ležijo visoka etiopska gorska barja, največje afroalpsko območje v Afriki. Gorsko barje leži nad gozdno mejo in je sestavljeno iz travnikov in barij z obilico zelišč in nekaj grmovnic, ki so se prilagodile na visokogorske razmere. V Etiopiji so afro-alpske in sub-afro-alpske vegetacije v Simeinskem gorovju in pogorju Bale.

## Živalstvo
Na teh pobočjih živijo številne endemične divje živalske vrste, vključno z ogroženim etiopskim kozorogom (Capra walie) in pavijanom dželado (Theropithecus gelada), ki mu gosto dlako omogoča, da uspeva v hladnejšem podnebju v gorah. Ti dve vrsti najdemo le na severni strani doline, medtem ko je drugi redki endemit, gorska niala (Tragelaphus buxtoni), omejena na južno stran in zdaj preživi na višjih nadmorskih višinah od svojega prvotnega habitata, saj so nižja pobočja močno obdelana. Bolj razširjeni sesalci, ki jih najdemo tukaj, so navadna gvereza (Colobus guereza), ki je prav tako ogrožena, saj izginja njen habitat, tako kot habitat mnogih drugih visokogorskih sesalcev, kot so savanski pavijan (Papio anubis), Evrazijski šakal (Canis aureus), leopard (Panthera pardus), lev (Panthera leo), lisasta hijena (Crocuta crocuta), karakal (Caracal caracal), serval (Leptailurus serval), grmičasta antipola (Sylvicapra grimmia) in orjaška gozdna svinja (Hylochoerus meinertzhageni). Med pticami so Rueppellov klepet (Myrmecocichla melaena), ščinkavec vrste Serinus ankoberensis, belokrili puhec (Sarothrura ayresi) in modrokrila gos (Cyanochen cyanoptera). Kmetijska zemljišča so dom številnim metuljem, zlasti papilo, Charaxinae, pieridae in lycaenidae.
Obstaja več endemičnih živalskih vrst, ena izmed njih, etiopski volk (Canis simensis), je kritično ogrožen. Drugi endemiti so velikoglavi afriški slepar (Tachyoryctes macrocephalus), ki je pogost na planoti Sanetti v gorovju Bale. Gorska niala najde svojo pot do visokih barij, čeprav je pogostejša na nižjih nadmorskih višinah. Med prezimujoče ptice sodijo žvižgavka (Anas penelope), raca žličarica (Anas clypeata), togotnik (Philomachus pugnax) in zelenonogi martinec (Tringa nebularia).
Druge živalske vrste na tem območju so tudi podzemna svinjka, orel, egipčanski volk, dželada, tajnik, nubijski kozorog in marabu ter etiopske endemične vrste, kot so rovka (Crocidura harenna), etiopska podgana (Grammomys minnae) in antilopa Tragelaphus scriptus meneliki, ki je podvrsta z dolgim temnim kožuhom.